# 索爾涅奇內 (薩哈共和國)
索尔涅奇内（羅馬化：Solnechnyy）是俄罗斯萨哈共和国的市级镇，属乌斯季马亚区，在区行政中心乌斯季马亚东、共和国首府雅库茨克东南方向。
该地2021年人口有898人；2010年人口1,034；2002年人口1,272；1989年人口2,193。